# David Kostelecký
David Kostelecký (Brno, 12 de maio de 1975) é um atirador olímpico checo, campeão olímpico.

## Carreira
David Kostelecký representou a Chéquia nas Olimpíadas, de 1996, 2000, 2008 e 2012, conquistou a medalha de ouro na Fossa olímpica.

### Rio 2016
Chegou a semifinal, mas ficou na quarta colocação.